# تومي روس
تومي روس (بالإنجليزية: Tommy Ross)‏ (27 فبراير 1947 في المملكة المتحدة - 19 مايو 2017) هو لاعب كرة قدم بريطاني في مركز الهجوم. لعب مع نادي بيتربورو يونايتد ونادي روس كاونتي ونادي يورك سيتي وويغان أتلتيك ونادي سكاربورو وLochee United F.C. ‏.

## وصلات خارجية
- تومي روس على موقع قاعدة بيانات كرة القدم.إي يو (الإنجليزية)